# Histor-Sigma
A equipa Histor-Sigma, conhecido anteriormente como Sigma, foi um equipa ciclista belga que competiu profissionalmente entre o 1986 e o 1991.

## Corredor melhor classificado nas Grandes Voltas
| Ano  | Giro d'Italia | Tour de France     | Volta a Espanha       |
| ---- | ------------- | ------------------ | --------------------- |
| 1986 | -             | -                  | -                     |
| 1987 | -             | -                  | -                     |
| 1988 | -             | 61.º Jan Nevens    | 34.º Paul Haghedooren |
| 1989 | -             | 27.º Luc Roosen    | 25.º Didier Virvaleix |
| 1990 | -             | 44.º Stephen Roche | -                     |
| 1991 | -             | 32.º Uwe Ampler    | -                     |

## Principais resultados
- Scheldeprijs: Etienne De Wilde (1987)
- Nokere Koerse: Etienne De Wilde (1987), Rik Van Slycke (1989), Herman Frison (1990)
- Circuito do País de Waes: Frank Pirard (1987, 1989)
- Tour do Mediterrâneo: Jan Nevens (1988)
- Circuito de Houtland: Danny Janssens (1988)
- Étoile de Bessèges: Etienne De Wilde (1989)
- Omloop Het Nieuwsblad: Etienne De Wilde (1989), Andreas Kappes (1991)
- Campeonato de Flandres: Etienne De Wilde (1989)
- Gante-Wevelgem: Herman Frison (1990)
- Grande Prêmio Jef Scherens: Wilfried Peeters (1990)
- @E3 Harelbeke: Søreno Lilholt (1990)
- Prêmio Nacional de Clausura: Herman Frison (1991)
- Paris-Bruxelas: Brian Holm (1991)

### Às grandes voltas
- Volta em Espanha
  - 2 participações (1988, 1989)
  - 1 vitórias de etapa:
    - 1 ao 1989: Jean-Pierre Heynderickx

  - 0 classificação finais:
  - 0 classificações secundárias:

- Tour de France
  - 4 participações ( 1988, 1989,  1990, 1991)
  - 2 vitórias de etapa:
    - 1 ao 1989: Etienne De Wilde
    - 1 ao 1991: Etienne De Wilde

  - 0 classificação finais:
  - 0 classificações secundárias:

- Giro d'Italia
  - 0 participações
  - 0 vitórias de etapa:
  - 0 classificação finais:
  - 0 classificações secundárias: